# Računalo na jednoj ploči
Računalo na jednoj ploči je cijelovito računalo koje se izgrađeno na na jednoj tiskanoj ploči. Mnoga mikro računala u 1980-tim, bila su računala a ploči kao recimo kućna računala: Orao, Commodore 64. U novije vrijeme računala na ploči su funkcionala IBM PC kompatibilna račnala koja se korite u razne svrhe kao u industrijskim postrojenjima i drugim područjima gdje su potrebna računalna tehnika.